# Kolarstwo na Letnich Igrzyskach Olimpijskich 2020 – freestyle BMX kobiet
Zawody we freestyle kobiet podczas Letnich Igrzyskach Olimpijskich 2020 zostały rozegrane w dniach 31 lipca – 1 sierpnia w Ariake Urban Sports Park.

## Format
Zawody były rozgrywane w dwóch rundach (eliminacyjnej i finałowej). W każdej rundzie zawodniczki wykonywły dwa przejazdy. Każdy przejazad trwał 60 sekund. Pięciu sędziów przyznaje punkty od 0,00 do 99,99 w oparciu o trudność i wykonanie przejazdu zawodnika. Wyniki w rundzie eleiminacyjne z obu przejazdów były uśredniane w celu ustalenia ostatecznej oceny. Runda eliminacyjna służyła do określenia kolejności startowej zawodników w finale. W rundzie finałowej liczył się tylko lepszy wynik z dwóch przejazdów. 

## Terminarz
Wszystkie godziny są podane w czasie tokujskim (UTC+09:00).
| Data            | Godzina |            |
| --------------- | ------- | ---------- |
| 31 lipca 2021   | 10:10   | Eliminacje |
| 1 sierpnia 2021 | 11:20   | Finał      |

## Wyniki

### Eliminacje
| Pozycja | Zawodnik               | Przejazd 1 | Przejazd 2 | Średnia | Uwagi |
| ------- | ---------------------- | ---------- | ---------- | ------- | ----- |
| 1.      | Hannah Roberts         | 89,80      | 85,60      | 87,70   |       |
| 2.      | Perris Benegas         | 84,80      | 88,20      | 86,50   |       |
| 3.      | Nikita Ducarroz        | 83,70      | 83,40      | 83,55   |       |
| 4.      | Charlotte Worthington  | 81,80      | 81,20      | 81,50   |       |
| 5.      | Natalya Diehm          | 77,40      | 79,00      | 78,20   |       |
| 6.      | Lara Marie Lessmann    | 66,00      | 73,40      | 69,70   |       |
| 7.      | Macarena Perez Grasset | 70,20      | 65,60      | 67,90   |       |
| 8.      | Minato Oike            | 60,00      | 62,90      | 61,45   |       |
| 9.      | Jelizawieta Posadskich | 51,80      | 50,80      | 51,30   |       |

### Finał
| Pozycja | Zawodnik               | Przejazd 1 | Przejazd 2 | Wynik |
| ------- | ---------------------- | ---------- | ---------- | ----- |
| złoto   | Charlotte Worthington  | 38,60      | 97,50      | 97,50 |
| srebro  | Hannah Roberts         | 96,10      | 28,40      | 96,10 |
| brąz    | Nikita Ducarroz        | 89,20      | 54,60      | 89,20 |
| 4.      | Perris Benegas         | 81,20      | 88,50      | 88,50 |
| 5.      | Natalya Diehm          | 86,00      | 80,50      | 86,00 |
| 6.      | Lara Marie Lessmann    | 79,60      | 78,00      | 79,60 |
| 7.      | Minato Oike            | 13,40      | 75,40      | 75,40 |
| 8.      | Macarena Perez Grasset | 24,40      | 73,80      | 73,80 |
| 9.      | Jelizawieta Posadskich | 63,00      | 10,20      | 63,00 |